# Academic Sofia
L'Academic Sofia, ou Lukoil Academic, est un club bulgare de basket-ball appartenant à l'élite du championnat bulgare. Le club est basé dans la ville de Sofia

## Historique
Le club a été fondé en 1947 par des universitaires de l'académie de Sofia. Peu de temps après, les clubs est un des meilleurs de la naissante Coupe d'Europe des clubs champions.
Profitant des meilleures installations de Bulgarie, l'Academic se caractérise par l'importance de son centre de formation, vivié d'où sortent une majorité des meilleurs joueurs bulgares.
Dans les années 2000, l'association avec l'entreprise prétrolifère Lukoil a fait changer le nom du club en Lukoil Academic ou Lukoil Sofia.

## Palmarès
- Champion du monde universitaire : 1957
- Finaliste de la Coupe d'Europe des clubs champions : 1958, 1959
- Champion de Bulgarie : (23) 1957, 1958, 1959, 1963, 1968, 1969, 1970, 1971, 1972, 1973, 1975, 1976, 2000, 2001, 2002, 2003, 2004, 2005, 2006, 2007, 2008, 2009, 2010, 2011, 2012, 2013, 2015, 2016, 2017
- Coupe de Bulgarie : (10) 1952, 1954, 2002, 2003, 2004, 2006, 2007, 2008, 2011, 2012, 2013.

## Entraîneurs
- 2004-2005 :  Marin Dokuzovski
- 2009-2011 :  Jovica Arsić
- 2011-2013 :  Marin Dokuzovski
- 2014-2015 :  Jovica Arsić

## Joueurs et entraîneurs marquants
- Nikola Atanasov (en)
- Georgi Barzakov
- Vladimir Boyanov
- Temelaki Dimitrov
- Stefan Filipov
- Atanas Golomeev
- Nikolaï Ilov
- Petar Lazarov (en)
- Georgi Panov
- Ljubomir Panov
- Viktor Radev
- Slavey Raychev
- Dimitar Sahanikov
- Mihail Semov
- Willie Deane (2008–2010)
- Priest Lauderdale
- Antonio Burks
- Sharaud Curry
- Charles Jones
- Lamont Jones
- Larry O'Bannon
- Donta Smith
- Bryant Smith
- Alando Tucker
- Pero Antić
- Gjorgji Čekovski
- Riste Stefanov
- Damjan Stojanovski
- Thomas Massamba
- Mohamed Abukar